# Lawson Software
Lawson Software var ett företag som levererade affärssystemlösningar och tjänster till företag inom sjukvård, tillverkning, distribution underhåll och service. Bolaget köptes upp av Infor 2011. Infor har kontor runt om i hela världen, huvudkontoret finns i New York.